# King Features Syndicate
Pour les articles homonymes, voir KFS.
King Features Syndicate (ou King Features, ou KFS) est un syndicate (ou agence de presse) américain qui fait partie du groupe de médias Hearst Corporation. En 2004, KFS est le premier distributeur mondial de comic-strips, de cartoons, de rubriques et de jeux pour les journaux.
King Features Syndicate a été créé en 1915 par le magnat de la presse William Randolph Hearst, qui utilisait la bande dessinée pour fidéliser les lecteurs de ses journaux depuis une vingtaine d'années déjà. Le King Features Syndicate est en fait la continuation du Newspaper Feature Service, créé en 1913.
En 1986, King Features rachète Register and Tribune Syndicate pour 4,3 millions de dollars[réf. nécessaire].

## Œuvres diffusées

### Comic strips et dessins d'humour
À jour au 31 mars 2017.
- The Amazing Spider-Man (Stan Lee, Larry Lieber et Alex Saviuk)
- Arctic Circle (Alex Hallatt)
- Bébé Blues (Baby Blues, Rick Kirkman et Jerry Scott)
- Barney Google and Snuffy Smith (John R. Rose)
- Beetle Bailey (Mort Walker)
- Between Friends (Sandra Bell-Lundy)
- Bizarro (Dan Piraro)
- Blondie (Dean Young (en) et John Marshall (en))
- The Brilliant Mind of Edison Lee (John Hambrock)
- Buckles (David Gilbert)
- Carpe Diem (Niklas Eriksson))
- Crankshaft (Tom Batiuk et Chuck Ayers)
- Crock (Bill Rechin)
- Curtis (Ray Billingsley)
- Deflocked (Jeff Corriveau)
- Denis la Malice (Henry Ketcham, Marcus Hamilton et Ron Ferdinand)
- Dustin (Steve Kelley et Jeff Parker)
- The Family Circus (Jeff et Bil Keane)
- Le Fantôme (The Phantom, Mike Manley, Terry Beatty et Tony DePaul)
- Flash Gordon (Jim Keefe)
- Funky Winkerbean (Tom Batiuk)
- Grimmy (Mother Goose & Grimm, Mike Peters)
- Hägar Dünor (Hägar the horrible, Chris Browne)
- Hazel (Ted Key)
- Henry (Carl Thomas Anderson)
- Hi and Lois (Brian Walker, Greg Walker et Chance Browne)
- Intelligent Life (David Reddick)
- Judge Parker (Francesco Marciuliano et Mike Manley)
- Kevin and Kell (Bill Holbrook)
- The Lockhorns (Bunny Hoest et John Reiner)
- Mallard Fillmore (Bruce Tinsley)
- Mandrake le Magicien (Mandrake the Magician, Fred Fredericks)
- Mark Trail (James Allen)
- Marvin (Tom Armstrong)
- Mary Worth (June Brigman et Karen Moy)
- Moose and Molly (Bob Weber, Sr.)
- Mutts (Patrick McDonnell)
- On the Fastrack (Bill Holbrook)
- The Pajama Diaries (Terri Libenson)
- Pardon my planet (Vic Lee)
- Pim, Pam et Poum (The Katzenjammer Kids, Hy Eisman)
- Piranha Club (Bud Grace)
- Popeye (Hy Eisman)
- Prince Vaillant (Mark Schultz et Thomas Yeates)
- Pros & Cons (Kierah Meehan)
- Retail (Norm Feuti)
- Rex Morgan, M.D. (Terry Beatty)
- Rhymes with Orange (Hilary Price)
- Safe Havens (Bill Holbrook)
- Sally Forth (Francesco Marciuliano et Jim Keefe)
- Sam and Silo (Jerry Dumas)
- Sherman's Lagoon (Jim Toomey)
- Shoe (Gary Brookins et Susie MacNelly)
- Six Chix (Isabella Bannerman, Martha Gradisher, Susan Camilleri Konar, Anne Gibbons, Benita Epstein, Stephanie Piro)
- Slylock Fox & Comics for Kids (Bob Weber, Jr.)
- Take It From The Tinkersons (Bill Bettwy)
- Tiger (Bud Blake)
- Tina's Groove (Rina Piccolo)
- Todd the Dinosaur (Patrick Roberts)
- Zippy (Bill Griffith)
- Zits (Jerry Scott et Jim Borgman)

### Dessins de presse
À jour au 31 mars 2017.
- Brian Duffy
- David M. Hitch
- Ed Gamble
- Jeff Koterba
- Jimmy Margulies
- John Branch
- Kevin Siers
- Kirk Walters
- Lee Judge
- Mike Peters
- Mike Smith

### Comic stripsvintage
King Features Syndicate propose également, principalement via son site de bande dessinée en ligne Comics Kingdom, des rééditions quotidiennes des versions originales de strips anciens, dont certains sont d'ailleurs toujours animés par d'autres créateurs. Au 1er avril 2017, ces bandes dessinées sont. :
- Apartment 3-G (Alex Kotzky)
- Barney Google and Snuffy Smith (Billy DeBeck)
- Beetle Bailey (Mort Walker)
- Big Ben Bolt (Elliot Caplin et John Cullen Murphy)
- Boner's Ark (Addison)
- Brick Bradford (William Ritt et Clarence Gray)
- Buz Sawyer (Roy Crane)
- La Famille Illico (Bringing Up Father, George McManus)
- Le Fantôme (The Phantom, Lee Falk et Ray Moore)
- Flash Gordon (Alex Raymond)
- Hi and Lois (Mort Walker et Dik Browne)
- Johnny Hazard (Frank Robbins)
- Judge Parker (Nick Dallis)
- Juliette de mon cœur (Heart of Juliet Jones, Stan Drake)
- Jungle Jim (Alex Raymond)
- Pim, Pam et Poum (Katzenjammer Kids, Rudolph Dirks)
- King of the Royal Mounted (Stephen Slesinger, Charles Flanders, Gaylord DuBois et Jim Gary)
- Krazy Kat (George Herriman)
- Little Iodine (Jimmy Hatlo)
- Mandrake le Magicien (Lee Falk et Phil Davis)
- Office hours (Cy Olson)
- Le Petit Roi (The Little King, Otto Soglow)
- Quincy (Ted Shearer)
- Radio Patrol (Eddie Sullivan et Charlie Schmidt)
- La Tribu terrible (Redeye, Gordon Bess)
- Rip Kirby (Alex Raymond)
- The Thimble Theater (Elzie Crisler Segar)

## Bandes dessinées et dessins d'humour anciennement diffusés
- And Her Name Was Maud (1904-1932, Frederick Burr Opper)
- The Cisco Kid (1951-1968, José Luis Salinas et Rob Reed)
- Happy Hooligan (1900-1932, Frederick Burr Opper)
- Little Annie Rooney (1927-1966, divers auteurs)
- Mickey Mouse
- Le Père Lacloche (Pete the Tramp, 1932-1963, Clarence D. Russell)
- Polly and Her Pals (1912-1958, Cliff Sterrett)
- Right Around Home de Dudley Fisher
- Steve Canyon (1947-1988, Milton Caniff)
- Terry et les Pirates (Terry and the Pirates, 1934-1973, Milton Caniff)
- The Lone Ranger (1938-1971, divers)
- The Yellow Kid (1895-1989, Richard F. Outcault)
- Tillie the Toiler (1921-1959, Russ Westover)